# Emu (tijdschrift)
Emu, met ondertitel Austral Ornithology, is het peer-reviewed wetenschappelijk tijdschrift van de BirdLife Australia (voorheen de Royal Australasian Ornithologists Union).  Het tijdschrift behandelt onderwerpen als de ecologie, het gedrag, de bescherming, de paleontologie en de taxonomie van vogels . De hoofdredacteur is Kate Buchanan van de Deakin University. Het tijdschrift wordt door 
Taylor & Francis uitgegeven, zowel in print als online. 